# Office de l'électrification rurale
L' Office de l'électrification rurale du Québec (OER) fut fondé en 1945 par le Gouvernement Maurice Duplessis (2) pour favoriser l'électrification rurale par l'entreprise de coopératives d'électricité. Celui-ci adopte la Loi pour favoriser l'électrification rurale. Maurice Duplessis était premier ministre du Québec entre 1944 et 1959.

## Fonctionnement
L’Office de l'électrification rurale (OER) avait plusieurs pouvoirs pour encourager la formation de coopératives rurales de distribution. Elle régissait la création, l'administration, le fonctionnement, la fusion ou l'abolition de coopératives d'électricité, en divisant la province en zones d'électrification rurale et assignant à chaque coopérative d'électricité une zone de fonctionnement. Elle pouvait également consentir des prêts aux coopératives d'électricité et à tout propriétaire de ferme, membre d'une coopérative, pour couvrir les frais de connexion de sa ferme au réseau. L'OER pouvait également fournir une aide technique et l'expertise nécessaire aux coopératives d'électricité. 
En 1948, l'OER se voit dotée de pouvoirs plus étendus comme l'achat, la construction et le fonctionnement de centrales, de barrages et de réseaux de distribution. Celles-ci se financent avec les parts sociales vendues aux coopérateurs et futurs clients ainsi qu’avec des subventions ou prêt venant de l'OER allant jusqu'à 80 % du projet.  

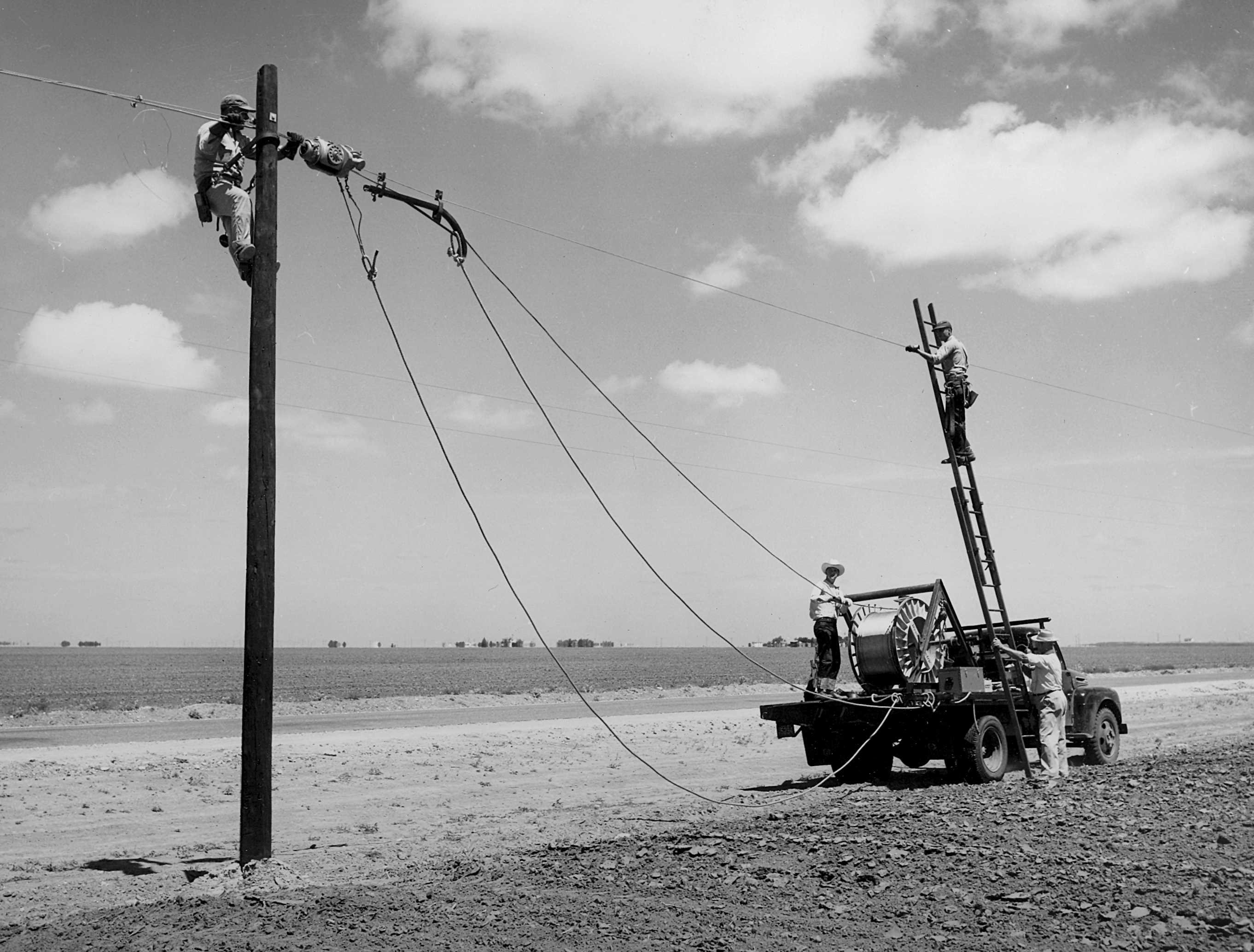
Installation de ligne électrique en milieu rural.

## Coopératives
Vers la fin des années 1920, peu d’exploitations agricoles disposent du service de l’électricité. Pour être rentables, les compagnies privées nécessitent un minimum d'abonnés par mille ou kilomètre surtout dans les campagnes où les abonnés ne consomment pas beaucoup d’électricité. Les compagnies ont avantage à connecter les régions industrielles et ne prolongent que très lentement leurs réseaux dans les campagnes.
Beaucoup de gens des régions rurales furent aussitôt intéressés à former des coopératives et après quelques années de rodage, le système de développement et d’interconnexion entre les différentes coopératives et les compagnies privées fonctionnait rondement. La présence des coopératives apparaissait comme des concurrents et força les compagnies privées à étendre leurs réseaux pour élargir leur clientèle, ce qui fut positif pour les clients et les fournisseurs. Plusieurs coopératives, d'un nombre variable à travers les années, furent créées en région à travers le Québec.

## Développement
Le réseau coopératif de lignes électriques rurales ajouta approximativement 7,800 kilomètres de 1946 à 1950, pour un total de 16,200 km en 1963.  La distribution électrique rurale qui était de 20 % en 1945 fut portée à 95 % en 1959. La puissance électrique totale installée lors de la première nationalisation en 1944, qui était de 616 MW, avait augmenté à 2906 MW en 1959 et atteignait 3675 MW avec la fin des travaux de la centrale de Carillon (753 MW) et la troisième phase de la centrale de Beauharnois en 1962 répondant à l'augmentation des besoins.
L'achat des coopératives par Hydro-Québec fut fait en 1964 mais les dividendes et les parts sociales des membres furent complètement remboursés en 1986, année où les coopératives furent dissoutes. La Coop d'électricité de Saint-Jean-Baptiste-de-Rouville est la seule qui soit encore en opération. 